# Калинино (Островский район)
Калинино — деревня в Бережанской волости Островского района Псковской области.
Расположена на правом берегу реки Щепец (правый приток Великой), в 9 км к северо-западу от центра города Остров и в 3 км к северо-востоку от деревни Рубилово.
Численность населения деревни по состоянию на 2000 год составляла 6 человек.
До 2005 года деревня входила в состав ныне упразднённой Калининской волости с центром в д. Рубилово.